# Кёнигштайн (замок, Гессен)
Кёнигштайн (нем. Burg Königstein) — средневековый замок в городе Кёнигштайн в районе Верхний Таунус, в Гессене, Германия. По площади ― это один из крупнейших замков в Германии. По своему типу относится к замкам на вершине.

## Расположение
Руины замка находятся на высоте 407 метров над уровнем моря к западу старой части города Кёнигштайн. Северные и западные склоны замковой горы покрыты лесом, дальше на запад — незастроенные территории.
Поблизости расположены ещё два замка: Фалькенштайн на северо-востоке (лежит в руинах, на расстоянии около 1,5 км) и замок Кронберг на юго-востоке (около 4 км).

## История

### В легендах
Согласно местный преданиям, легендарный германский король Хлодвиг (IV-V века) однажды проходил через нынешнюю замковую территорию и ему явилась юная дева. Под впечатлением от этого чуда Хлодвиг принял решение о крещении. А на месте видения король основал замок. Никаких документальных подтверждений существования замка в столь ранее время не имеется.

### Средневековье
Самые старые постройки на замковой горе исследователи относят к поселению X или XI веков. Наиболее древняя часть каменной кладки собственно замковых укреплений датирована первой половиной XII века. Основателями и строителями раннего замка принято считать род графов фон Нюрингс (угасший в 1172 году).
После окончания периода правления династии Гогенштауфенов замок начал активно расширяться под руководством рода фон Фалькенштайн. Нижние этажи главной крепости датируются первыми десятилетиями XIV века. Со временем главное здание значительно выросло и достигло высоты 34 метра. В XIV веке замок служил для защиты важного торгового пути между Франкфуртом и Кёльном.

### Новое время

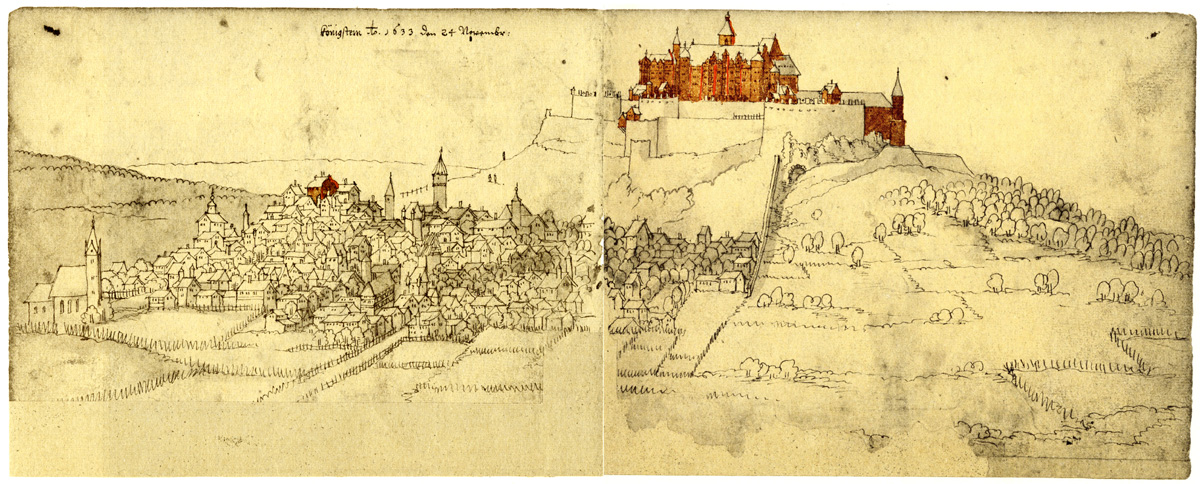
Вида замка на рисунке 1633 года

На протяжении веков замок много раз перестраивался и расширялся. Кроме создания всё более современных фортификационных сооружений, значительно менялся и облик резиденции. Со временем жилой комплекс графов фон Кёнигштайн обрёл черты ренессансного дворца. В XVI веке графы Эберхард IV фон Эппштайн и Людвиг цу Штольберг построили три мощных ронделя (угловых башни) в восточной части крепости, и преобразили фасад восточной части основного замка.
После угасания графского рода фон Кёнигштайн, замок выкупило в 1581 году Майнцское курфюршество. С этого времени он использовался преимущественно как военная крепость, а не жилая резиденция. Курфюрст-архиепископ Иоганн Филипп фон Шёнборн провёл последнюю крупную реконструкцию оборонительных сооружений. В частности, между 1660 и 1670 годами на южной стороне появились мощные угловые бастионы.

### Революционные войны
Во время Войны в первой коалиции 21 октября 1792 года французская армия под командованием генерала Адам Филипп Кюстина захватила Майнц. А через несколько дней пал Кёнигштайн. 2 декабря прусские войска вытеснили французов из Франкфурта. Революционные отряды отступили в крепость Кёнигштайн. Вскоре сюда подошли прусские войска под командованием генерала Фридриха Людвига Гогенлоэ-Ингельфингена. Пруссаки заняли Оберурзель, замок Фалькенштайн, город Кёнигштайн, и 6 декабря начали осаду крепости Кёнигшатйн. Ответным обстрелом оказалось разрушено до 80 процентов зданий города Кёнигштайн. Осада крепости продолжалась всю зиму. Наконец, 8 марта 1793 года французы капитулировали. 421 солдат и 14 офицеров были доставлены в крепость Эренбрайтштайн.
В ходе дальнейшей боевых действий замок был значительно повреждён. Главные разрушения произошли в 1796 году после попытки взорвать все укрепления.

### XIX век

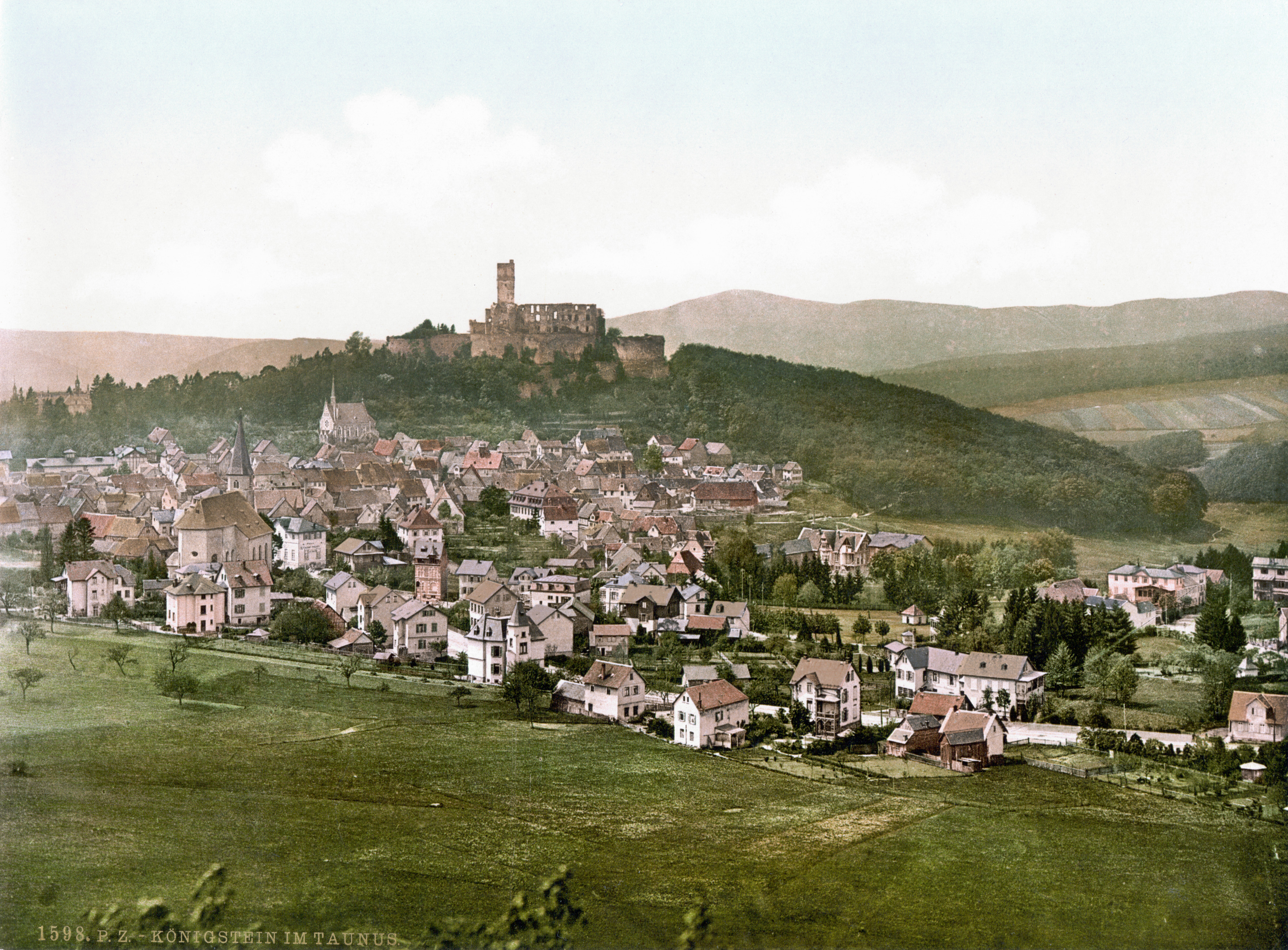
Руины замка на фотографии 1900 года

Основой урон прежним сооружениям крепости был нанесён в начале XIX века. Жители старой части города Кёнигштайн, восстанавливая свои дома, использовали оставшийся без гарнизона замок как склад стройматериалов.
С конца XVIII века замок принадлежал герцогству Нассау. Но власти не препятствовали разбору фортификационных сооружений на нужды обывателей.
В 1866 году замок и город Кёнигштайн вошли в состав Прусского королевства. Замок оставался частной собственностью герцога Адольфа (позже великого герцога Люксембургского). Он возвёл у подножия замковой горы собственную небольшую резиденцию (в настоящее время в здании размещается районный суд города).
Его дочь Хильда Люксембургская в 1922 году подарила руины крепости городу Кёнигштайн.

## Современное состояние
Замок, принадлежащий городу Кёнигштайн, открыт для посетителей круглый год. Открыт проход в обе главные башни и большинство подземных помещений.
В летние месяцы здесь проходит несколько крупных мероприятий. Один из крупных сводчатых погребов все ещё можно арендовать для частных вечеринок. В старой части города Кёнигштайн есть музей с артефактами и макетом замка.

## Галерея

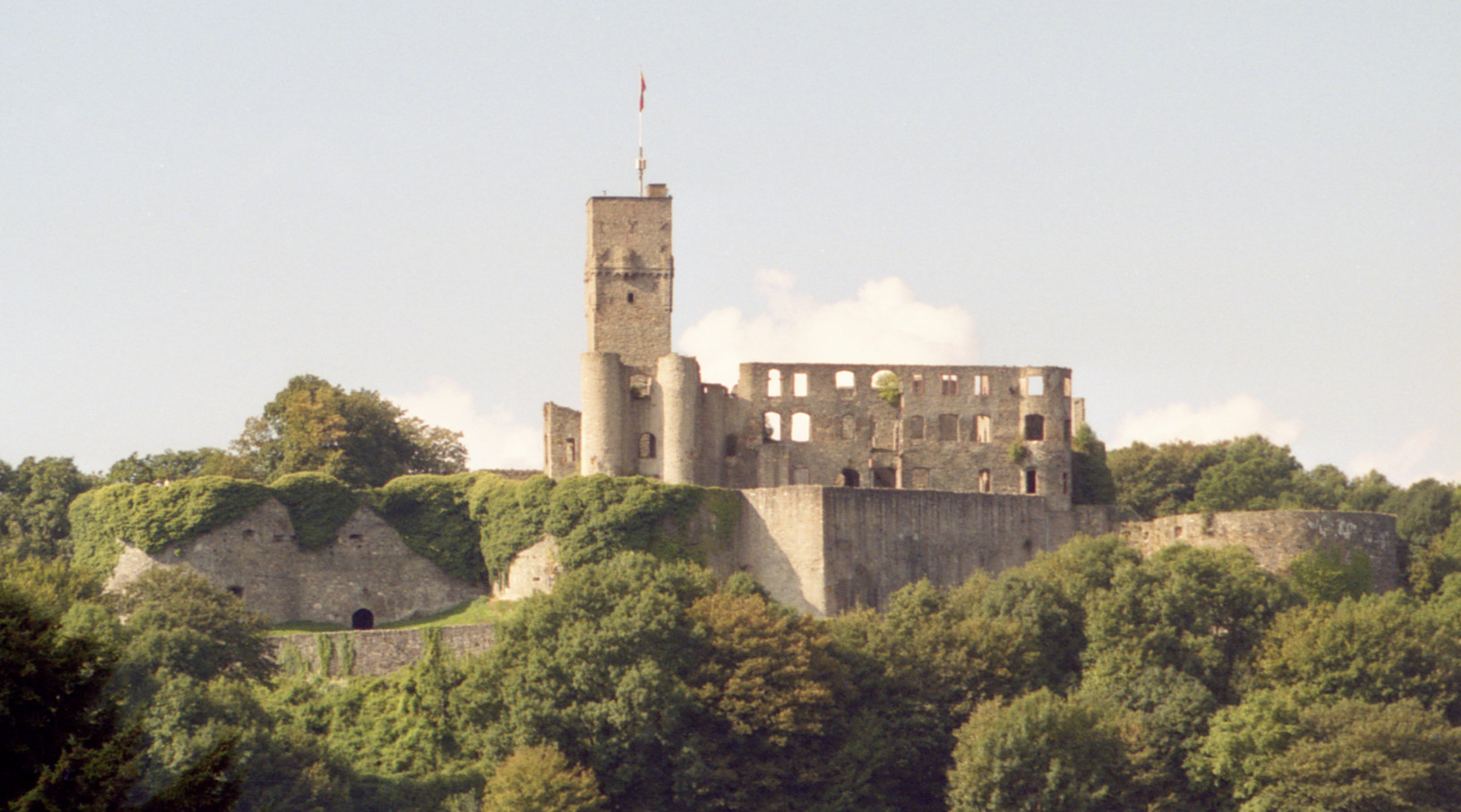
Вид руин с северо-западной стороны
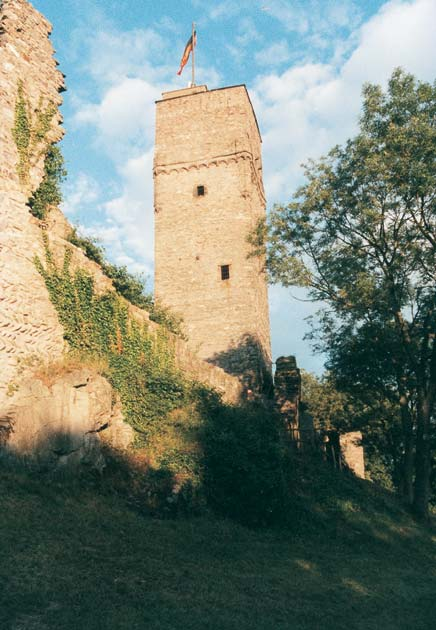
Главная башня замка
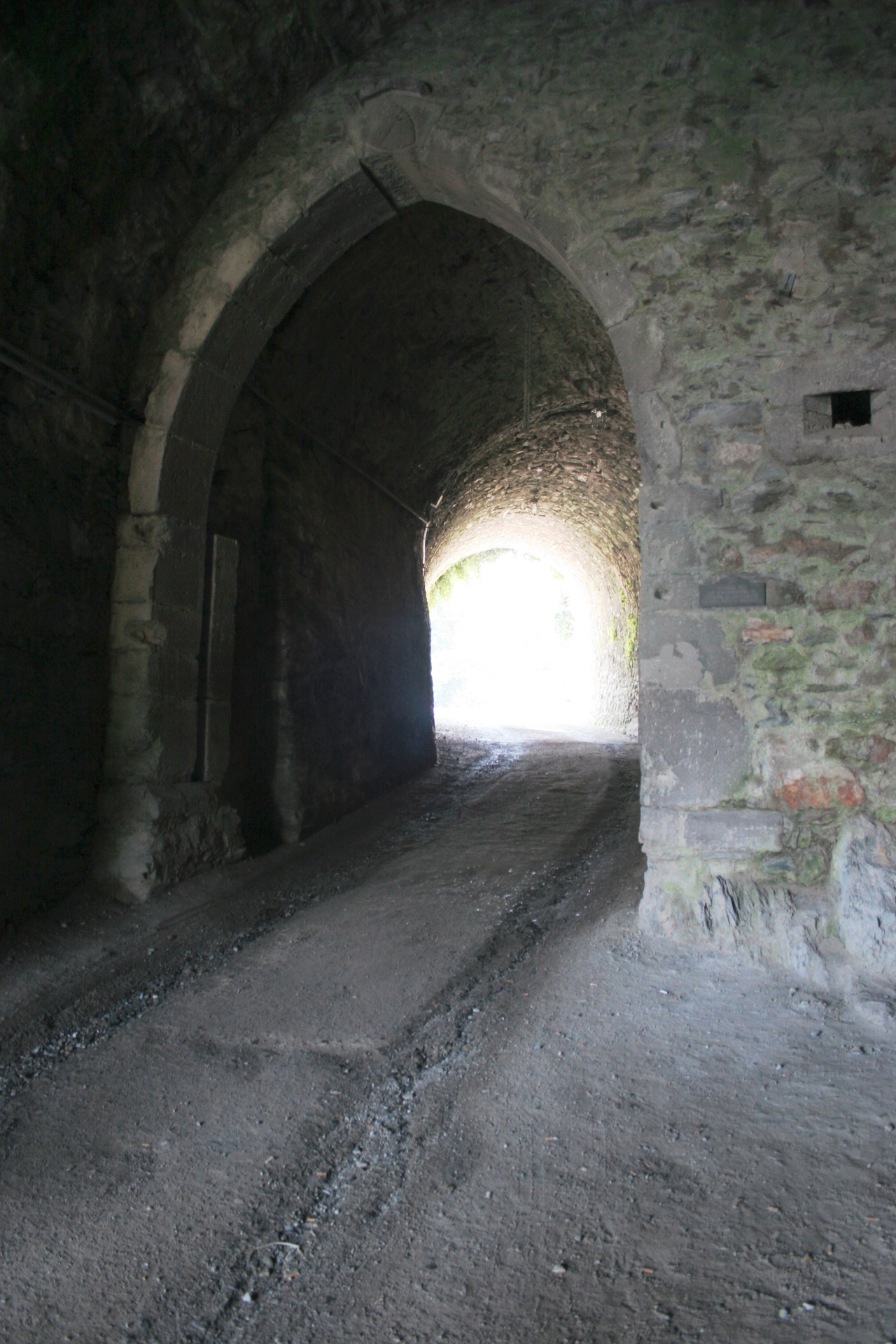
Вход в замок
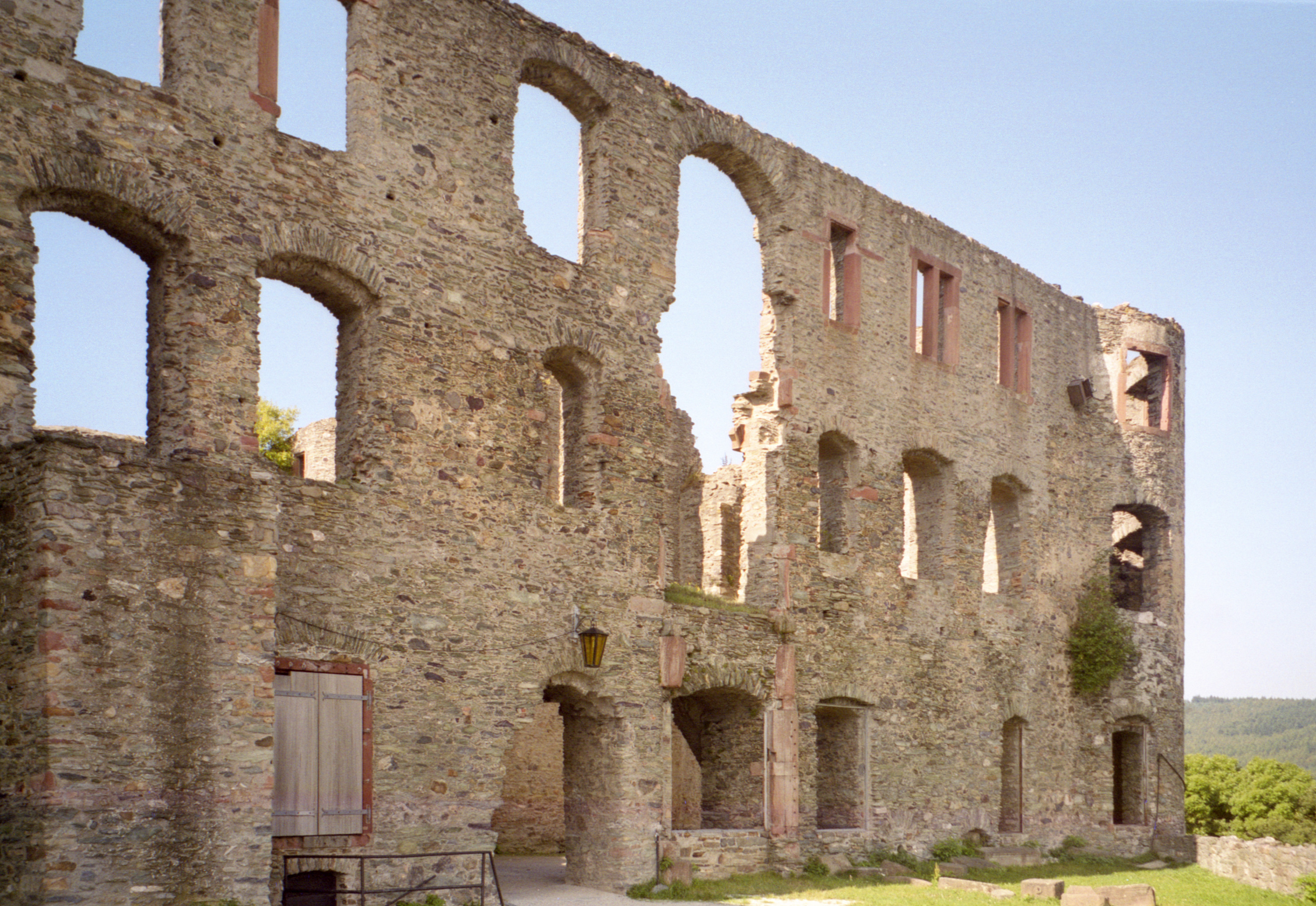
Руины бывшего дворца